# Roda de recanvi

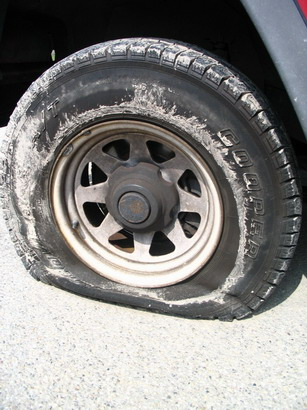
Una roda punxada.

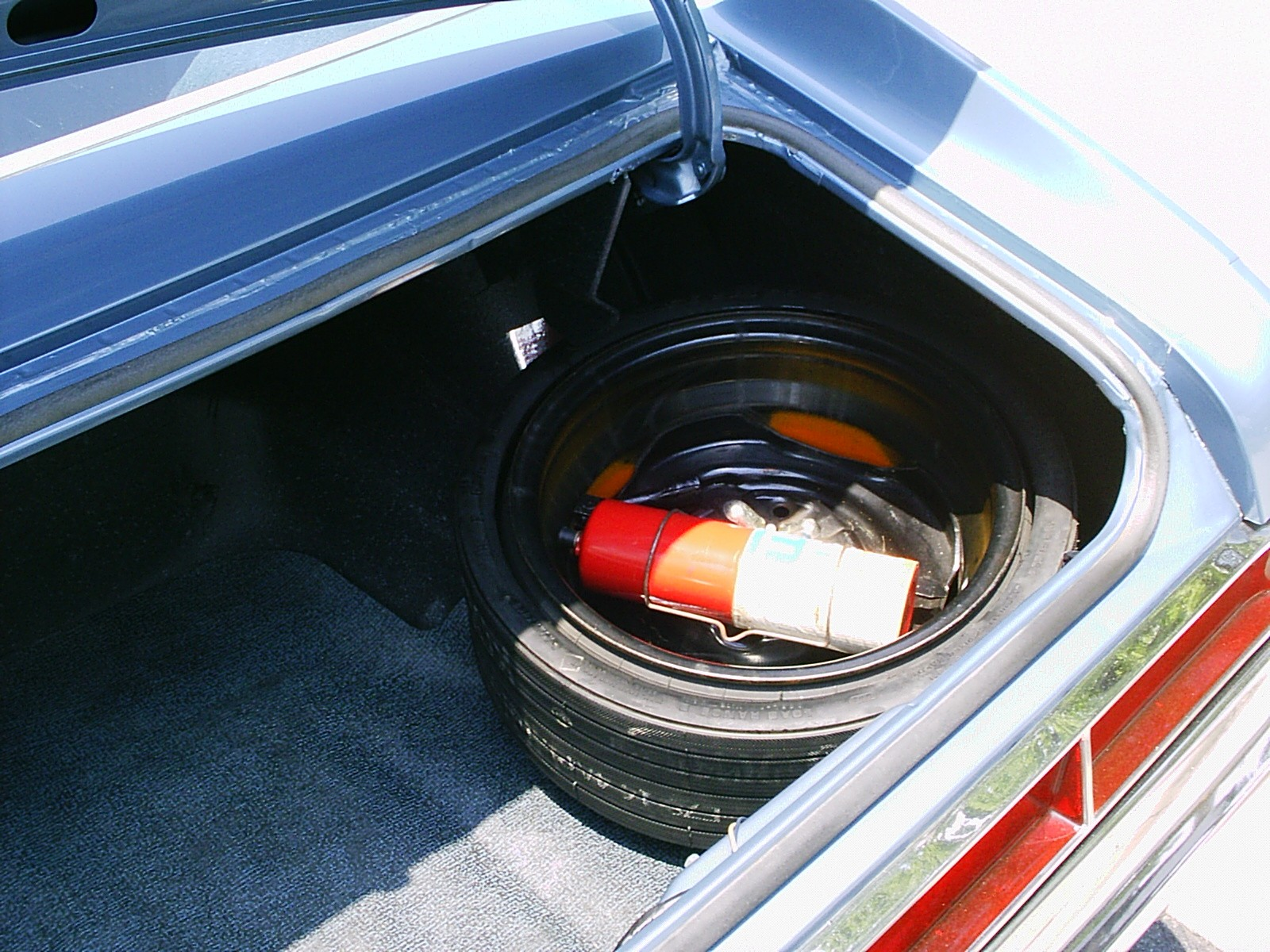
Roda de recanvi en un AMC AMX.

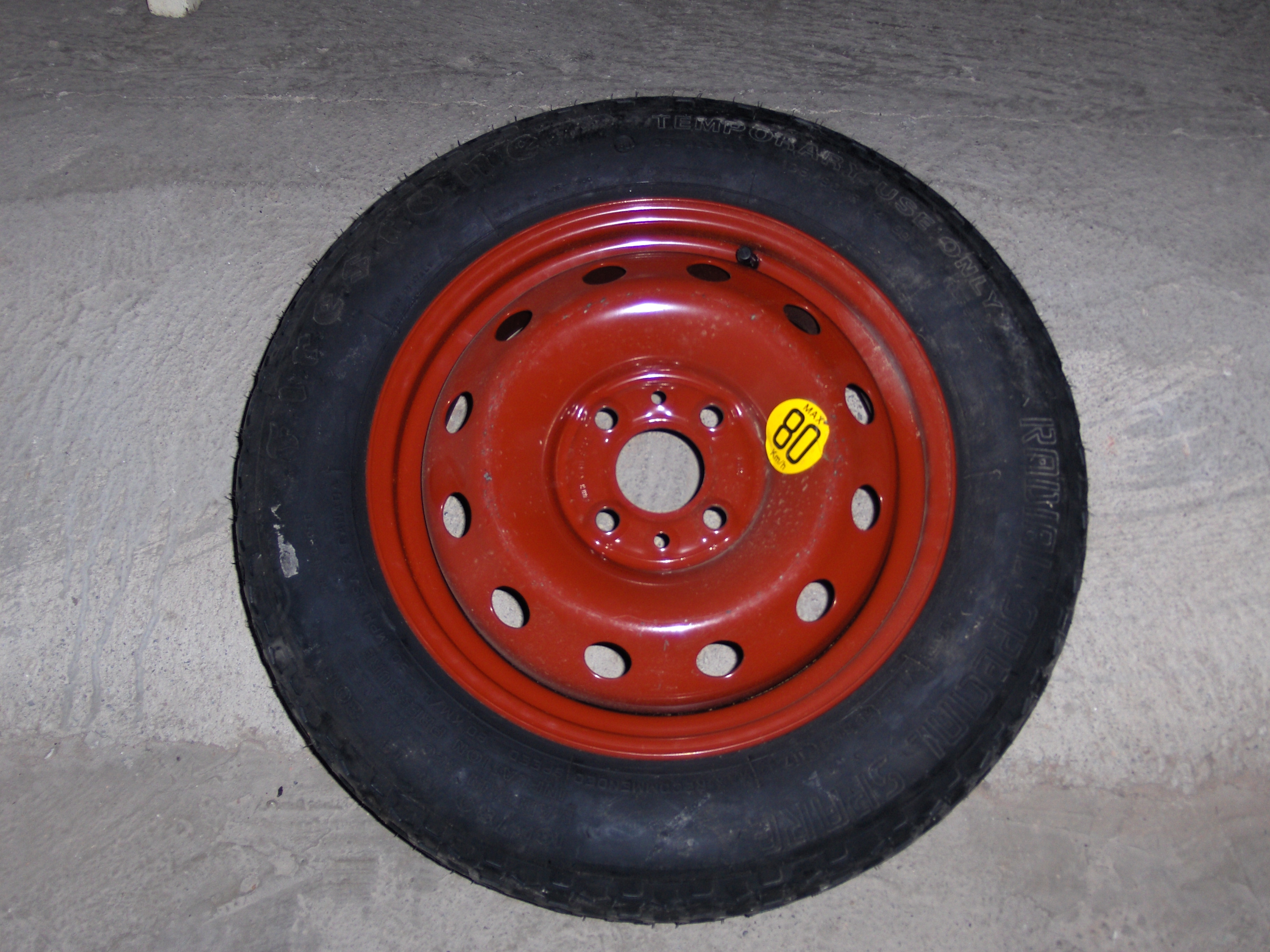
Roda de recanvi d'emergència.

Una  roda de recanvi  és una roda addicional completa, amb llanda i pneumàtic, present en molts automòbils per substituir una roda operativa que es punxi, rebenti o trenqui.

## Història
Al començament les rodes eren massisses, però a partir de l'invent de Dunlop, totes les rodes van passar a ser amb cambra d'aire. En aquells temps els viatges de motor per carretera es van fer sobre camins primitius plens de pues de ferradures de cavall. Una punxada era molt comuna en aquella època, i per reparar-la, calia retirar la roda, desmuntar el pneumàtic, segellar la càmera interior amb un pegat, tornar a muntar el pneumàtic i tornar a posar la roda al seu lloc. El primer a equipar cotxes amb una roda i pneumàtic de recanvi va ser l'empresa de Thomas B. Jeffery amb els seus Rambler. La roda de recanvi dels Rambler van permetre que el motorista pogués intercanviar la roda ràpidament i que la punxada pogués ser reparada en un lloc i en un moment més convenient.
La combinació d'una roda i un pneumàtic premuntat es va fer molt popular entre els motoristes, i n'hi havia que portaven fins a dues rodes de recanvi o més. Els fabricants de vegades equipaven els seus cotxes amb rodes de recanvi en els seus laterals.
El 1941 el govern dels Estats Units va prohibir les rodes de recanvi en els nous cotxes. Els retalls de recursos provocats per la Segona Guerra Mundial va produir una sèrie de lleis dissenyades per forçar l'estalvi i conservació de materials, incloent el cautxú, d'origen extern als EUA i que era difícil d'aconseguir. Una prohibició similar es va implantar durant la Guerra de Corea el 1951.

## Avui
Els vehicles contemporanis poden venir equipats amb roda de recanvi normal, d'ús limitat d'emergència, o portar pneumàtics  run-flat .
Aquesta roda pot ser idèntica a les que el cotxe ja té equipades, però va muntada sobre una llanta d'acer. Alguns fabricants subministren una roda d'emergència, col·loquialment coneguda com a roda de joguina o de galeta, per estalviar pes, preu i espai. Són menors que les normals i el seu ús és limitat a causa del seu baix nivell de velocitat i de càrrega.
En alguns casos, els automòbils van equipats amb pneumàtics  run-flat , que no necessiten roda de recanvi.

## Localització
Les rodes de recanvi poden anar muntades en nombrosos llocs del cotxe. Normalment s'amaguen sota el maleter, però pot estar sota el capó, sota el sòl, al maleter. Alguns vehicles, com els camions, no tenen espai físic per allotjar, de manera que es col·loca sota ell i s'assegura el xassís. S'han creat diversos sistemes antirobatori pel cas en què vagin montades a l'exterior del vehicle. En altres models, es munta un suport sota el xassís que se sustenta amb un cargol dins de l'habitacle. En afluixar dit cargol, s'allibera el suport.
En automòbils antics, és comú veure a l'exterior, muntades als laterals de les aletes davanteres. Altres la monten a la porta del darrere, es nota l'allotjament des de l'exterior.